# Eastern Motor Company
Eastern Motor Company war ein US-amerikanischer Hersteller von Automobilen.

## Unternehmensgeschichte
Alonzo R. Marsh hatte bereits in der American Motor Company Erfahrungen im Automobilbau gesammelt. 1910 gründete er das Unternehmen in Brockton in Massachusetts und begann mit der Produktion von Automobilen. Der Markenname lautete Eastern. 1911 endete die Produktion.
Im Januar 1910 gab Marsh an, er habe Rohmaterial für 2500 Maschinen auf seinem Grund. Eine Quelle gibt an, dass es nicht bekannt ist, ob er tatsächlich so viele Fahrzeuge gefertigt hat. Eine andere Quelle berichtet, dass nur wenige Fahrzeuge entstanden.
Marsh war später an der Vulcan Manufacturing Company und der Marsh Motors Company beteiligt.

## Fahrzeuge
Das einzige Modell hatte einen Vierzylindermotor mit 24 PS Leistung. Das Fahrgestell hatte 267 cm Radstand. Der Aufbau war ein offener Tourenwagen. Der Neupreis betrug 1250 US-Dollar.